# Iglesia de San Millán (Oncala)
La iglesia de San Millán es un templo católico de la localidad española de Oncala, en la provincia de Soria.

## Descripción
Se trata de una construcción de finales del siglo XVIII, mandada construir por el arzobispo Juan Francisco Ximénez del Río. La iglesia presenta planta de cruz latina y nave de cinco tramos cubiertos con bóveda de cañón con lunetos, separadas por arcos fajones que apoyan sobre un potente entablamento, adornado con motivos clasicistas que recorre todo el interior del edificio. La misma solución de cubrición de la nave se repite en los brazos del crucero y en la capilla mayor. Una cúpula semiesférica sobre pechinas con cimborrio octogonal, cubre el tramo central del crucero. A los pies se ubica el coro y bajo arco carpanel el baptisterio. En el exterior, destaca la pureza y sencillez compositiva, la torre de planta cuadrada de dos cuerpos, el superior para campanas y la sencilla portada rematada en arco carpanel, que sirve de acceso al templo.

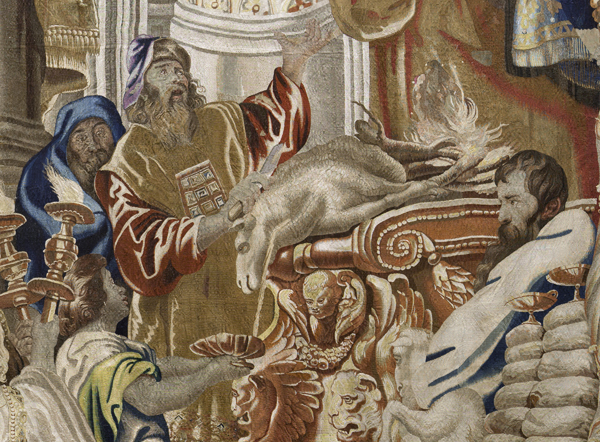
Detalle de un tapiz

En la iglesia existe una colección de tapices de la escuela flamenca, procedentes de una donación del obispo Juan Francisco Ximénez del Río, hacia 1800, y que son réplica de los cartones que Rubens diseñó como modelo para los paños conservados en las Descalzas Reales de Madrid. Esta colección forma parte del Museo de Arte Sacro de San Millán, constituido mediante Convenio suscrito en 1994, por la Consejería de Cultura, la Diócesis de Osma-Soria y el Ayuntamiento y la Parroquia de Oncala.
El 29 de mayo de 2014 fue declarada bien de interés cultural con categoría de monumento, mediante un acuerdo publicado el día 2 de junio de ese mismo año en el Boletín Oficial de Castilla y León.